# Numa Denis Fustel de Coulanges

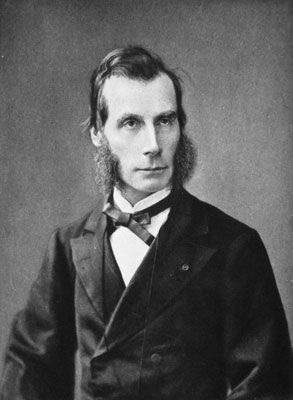
Numa Denis Fustel de Coulanges

Numa Denis Fustel de Coulanges (* 18. März 1830 in Paris; † 12. September 1889 in Massy) war ein französischer Historiker. Sein Name ist untrennbar mit dem Hauptwerk La Cité antique (1864; „Die antike Stadt“) verbunden.

## Leben
Fustel entstammte einer Pariser Familie mit bretonischen Wurzeln. Der Vater, ein Marineleutnant, starb kurz nach der Geburt des Sohnes. Daraufhin nahm der Großvater Fustel auf und brachte ihn, dank guter Beziehungen zum Direktor des Lycée Charlemagne in Paris, an dieser Schule unter. Wiewohl ein eher durchschnittlicher Schüler, wurde er nach seinem Abschluss an der École normale supérieure zugelassen. Bereits als Gymnasiast las er begeistert Guizots Civilisation en France, ein Buch, das ihn zu dem Entschluss brachte, Historiker zu werden.
Seit 1853 war Fustel an der École française d’Athènes, in deren Auftrag er Ausgrabungen in Chios überwachte. 1858 wurde er mit einer Arbeit über den griechischen Historiker Polybios (Polybe, ou la Grèce conquise par les Romains) und einer weiteren über den Vesta-Kult (Quid Vestae cultus in institutis veterum privatis publicisque valuerit) promoviert. Bereits diese frühen Texte zeigten seine profunde Kenntnis der antiken Sprachen und die Geringschätzung etablierter akademischer Lehrmeinungen. Die Zeit seines Abschlusses war von der Diskussion der Thesen über die indogermanische Sprachfamilie geprägt.
1860 wurde Fustel zum Professor für Geschichte an die Universität von Straßburg berufen. Gleichzeitig war er von 1860 bis 1870 der Direktor des 1685 von Ludwig XIV. eingerichteten Lycée in Straßburg, das seit 1919 seinen Namen trägt. In die frühen Straßburger Jahre fällt die Ausarbeitung des Buches La Cité antique, das 1864 erschien. Die Professur behielt er bis zur deutschen Annexion Elsaß-Lothringens 1870. Im selben Jahr wurde er maître de conférences an der École normale supérieure, deren Direktorat er 1880 übernahm. 1878 wurde er Professor für mittelalterliche Geschichte an der Sorbonne. Damals wechselte er sein Interessengebiet: weg von der Antike – insbesondere vom antiken Begriff des Eigentums – hin zum Mittelalter.
Dieser Wandel lässt sich teilweise durch den vorangegangenen Deutsch-Französischen Krieg erklären: Die Invasion Frankreichs lenkte Fustels Aufmerksamkeit auf die germanischen Überfälle auf das antike Römische Reich. Seine Thesen dazu besagten, dass diese Überfälle nicht so blutig und zerstörerisch gewesen seien wie bis dahin allgemein angenommen. Stattdessen habe es sich bei der Eroberung Galliens durch die Germanen um einen langsamen Prozess gehandelt. Auch hätten die Invasoren bereits unter römischer Oberherrschaft gestanden und die politischen Institutionen der Merowinger eher im Römischen Recht als in eigenen Gebräuchen gefußt. Fustel zufolge sei Gallien im konkreten Sinn des Wortes niemals erobert worden. Diese Thesen veröffentlichte er in Recherches sur quelques problèmes d’histoire, dem ersten Band der Histoire des institutions politiques de l’ancienne France, einer ursprünglich auf vier Bände angelegten Reihe. Erst nach seinem Tode erschien die Fortsetzung, Nouvelles recherches sur quelques problèmes d’histoire (hg. von Camille Jullian, 1891). Da das Buch sowohl in Frankreich als auch in Deutschland massiv angegriffen wurde, nahmen Fustels Schriften fortan eher apologetischen Charakter an.
1875 wurde Fustel Mitglied der Académie des sciences morales et politiques.
Nach dem Tod im Jahr 1889 gaben seine Schüler, darunter Camille Jullian, sukzessive seinen Nachlass heraus. Fustel hatte bedeutenden Einfluss auf die historische Wissenschaft, insbesondere, was die Bewertung der Religion in ihrer Rolle für die Gesellschaft angeht. Der Soziologe Émile Durkheim widmete ihm seine Doktorarbeit.

## La Cité antique
Erste Vorlesungsnotizen, die später die Grundlage der Untersuchung über La Cité antique („Die antike Stadt“) bildeten, entstanden während Fustels Aufenthalt in Straßburg. Das Buch erschien 1864 und erhielt schon zu Lebzeiten des Autors breite Aufmerksamkeit. Er versucht darin, die politischen Institutionen und Eigentumsbegriffe Roms und Griechenlands aus den religiösen Vorstellungen der jeweiligen Gesellschaften heraus zu erklären. Programmatisch ist der Untertitel der Einleitung: „Um die Institutionen der Alten zu verstehen, muß man ihre frühesten Glaubensvorstellungen untersuchen.“
Fustel schildert die Entwicklungsgeschichte der antiken Gesellschaft. Als tragende Begriffe und Entwicklungsschritte des Prozesses sieht er die Familie, die Gens, den Geschlechterverband der Kurie und den Stamm (Phyle bzw. Tribus). Von hier verläuft die Linie über den Stadtstaat, die Polis, bis zum Imperium. Den Ausgangspunkt bildet nach Fustel die Erfahrung des Todes, „das erste Mysterium“, dem der Mensch begegnet. Die Struktur des privaten und öffentlich-rechtlichen Lebens sei in der Frühzeit aus dem Toten- und Ahnenkult entstanden. So erkannte er in der Rolle der Friedhöfe und der Sorge für die Gräber der Vorfahren den Hintergrund für die Entwicklung des privaten Eigentums an Grund und Boden. Religiöse Bindungen bilden nach Fustel den Schlüssel zum Verständnis des Ursprungs der antiken Stadt, sowohl was die grundlegenden rechtlichen Institutionen als auch die Familiensysteme und Moralvorstellungen betrifft.
Fustels Konstruktion ist mit unterschiedlichen Stoßrichtungen kritisiert und in Frage gestellt worden, dennoch handelt es sich um einen bis heute grundlegenden Ansatz. Der US-amerikanische Historiker Larry Siedentop meint, Fustel sei der Sprung in die Vorstellungswelt antiker Menschen am besten gelungen, und hält das Buch für die einflussreichste neuzeitliche Analyse des antiken Staates. Fustel stütze sich dabei konsequent auf die Zeugnisse, die diese Epoche hinterlassen habe.

## Werke
- La Cité antique. Étude sur le culte, le droit, les institutions de la Grèce et de Rome. Hachette, Paris 1864. – Dt. Der antike Staat. Kult, Recht und Institutionen Griechenlands und Roms. Mit einer Einleitung von Karl Christ, Klett-Cotta, Stuttgart 1981. Neuausgabe: dtv, München 1988. Athenaion-Verlag 1996.
- Histoire des institutions de la France. Hachette, Paris 1874. In mehreren Bänden neu hg. in Histoire des anciennes institutions françaises. Hachette, Paris 1901–1914.
- Recherches sur quelques problèmes d’histoire. Hachette, Paris 1885.
- La monarchie franque. Hachette, Paris 1888.
- L’Alleu et le domaine rural pendant la période mérovingienne. Hachette, Paris 1889.
- Questions historiques. Hrsg. von Camille Jullian. Hachette, Paris 1893.
- Nouvelles recherches sur quelques problèmes d’histoire. Hrsg. von Camille Jullian. Hachette, Paris 1891.
- Questions contemporaines. Hachette, Paris 1919.